# Ett hjärta av guld (film, 1982)
Ett hjärta av guld är en svensk TV-film från 1982, regisserad och skriven av Lars D.O. Sjögren. I rollerna ses bland andra Liv Alsterlund, Viveka Seldahl och Krister Henriksson.

## Handling
Den nioåriga flickan Tulle tillbringar sommaren på landet tillsammans med sina föräldrar. Föräldrarna grälar och en skilsmässa är nära förestående. Tulle längtar efter bästa vännen Susse, som är kvar i stan. Hon är avundsjuk på Susse eftersom Susses föräldrar redan är skilda och därför är som gamla goda vänner när de ses.

## Rollista
- Liv Alsterlund – Tulle
- Viveka Seldahl – Tulles mamma
- Krister Henriksson – Tulles pappa
- Magdalena Ryd	– Susanne, "Susse", Tulles vän
- Pirkko Nurmi – Bella, grannen
- Pernilla Allwin – den äldre grannsystern
- Anna-Mirja Melberg – den yngre grannsystern
- Sofi Blix
- EwaMaria Björkström
- Berit Lagerwall
- Rozita Auer
- Jan Åkeby

## Om filmen
Filmen producerades av Sjögren för Sveriges Television AB TV2 och spelades in på Åland sommaren 1982. Den fotades av Lars Hallengren och klipptes av Göran Cronvall. Filmen premiärvisades den 26 december 1982. Vid barn- och ungdomsfilmsforum i Östersund 1982 belönades filmen med pris för bästa svenska ungdomsfilm.